# Лис (Берн)
Лис (нем. Lyss) — коммуна в Швейцарии, в кантоне Берн. 
До 2009 года входила в состав округа Арберг, с 2010 года входит в округ Зеланд. Население составляет 15 525 человек (на 31 декабря 2019 года). Официальный код — 0306.